# Championnat du pays de Galles de snooker
Le championnat du pays de Galles est un tournoi de snooker créé en 1922 et disparu en 1991 ouvert sur invitation aux joueurs professionnels gallois à partir de 1980.

## Histoire
La première édition s'est déroulée en 1922 et a été remportée par J.S Nicholls aux dépens de W. Davies sur le score cumulé après 18 manches de 1032 à 777. Le tournoi disparait jusqu'en 1977 puis est organisé chaque année entre 1980 et 1991. Le joueur le plus titré est Doug Mountjoy qui s'est imposé à 5 reprises.

## Palmarès
| Année                                      | Lieu                                       | Vainqueur                                  | Finaliste                                  | Score                                      | Saison                                     |
| Championnat du pays de Galles (non classé) | Championnat du pays de Galles (non classé) | Championnat du pays de Galles (non classé) | Championnat du pays de Galles (non classé) | Championnat du pays de Galles (non classé) | Championnat du pays de Galles (non classé) |
| ------------------------------------------ | ------------------------------------------ | ------------------------------------------ | ------------------------------------------ | ------------------------------------------ | ------------------------------------------ |
| 1922                                       |                                            | J. S. Nicholls                             | W. Davies                                  | 1032-777                                   |                                            |
| 1977                                       | Caerphilly                                 | Ray Reardon                                | Doug Mountjoy                              | 12-8                                       | 1977-1978                                  |
| 1980                                       | Ebbw Vale                                  | Doug Mountjoy                              | Ray Reardon                                | 9-6                                        | 1979-1980                                  |
| 1981                                       | Ebbw Vale                                  | Ray Reardon (2)                            | Cliff Wilson                               | 9-6                                        | 1980-1981                                  |
| 1982                                       | Ebbw Vale                                  | Doug Mountjoy (2)                          | Terry Griffiths                            | 9-8                                        | 1981-1982                                  |
| 1983                                       | Ebbw Vale                                  | Ray Reardon (3)                            | Doug Mountjoy                              | 9-1                                        | 1982-1983                                  |
| 1984                                       | Ebbw Vale                                  | Doug Mountjoy (3)                          | Cliff Wilson                               | 9-3                                        | 1983-1984                                  |
| 1985                                       | Abertillery                                | Terry Griffiths                            | Doug Mountjoy                              | 9-4                                        | 1984-1985                                  |
| 1986                                       | Abertillery                                | Terry Griffiths (2)                        | Doug Mountjoy                              | 9-3                                        | 1985-1986                                  |
| 1987                                       | Newport                                    | Doug Mountjoy (4)                          | Steve Newbury                              | 9-7                                        | 1986-1987                                  |
| 1988                                       | Newport                                    | Terry Griffiths (3)                        | Wayne Jones                                | 9-3                                        | 1987-1988                                  |
| 1989                                       | Newport                                    | Doug Mountjoy (5)                          | Terry Griffiths                            | 9-6                                        | 1988-1989                                  |
| 1990                                       | Newport                                    | Darren Morgan                              | Doug Mountjoy                              | 9-7                                        | 1989-1990                                  |
| 1991                                       | Newport                                    | Darren Morgan (2)                          | Mark Bennett                               | 9-3                                        | 1990-1991                                  |